# Demény Pál (politikus)
Demény Pál, születési és 1906-ig használt nevén Goldschmied Pál (Budapest, 1901. augusztus 29. – Budapest, 1991. január 14.) magyar kommunista politikus, eredeti szakmáját tekintve mérnök.

## Élete

### 1924-ig
Goldschmied Adolf és Goldschmied Aranka gyermekeként született zsidó családban. Testvéreinek (Demény Ottónak és Imrének) köszönhetően közel került az antimilitarista baloldali körökhöz, illetve a forradalmi szocialistákhoz. 1918-ban érettségizett egy felsőkereskedelmi iskolában. Még ugyanebben az évben alapító tagja volt az úgynevezett független ifjúmunkás csoportnak. 1919. február 13-án lépett be a Kommunisták Magyarországi Pártjába (KMP), majd a Kommunista Ifjúmunkások Magyarországi Szövetsége (KIMSZ) egyik vezetője lett, s részt vett a KIMSZ két illegális sajtóorgánumának, az Értesítőnek és az Örök Forradalomnak a szerkesztésében. A kommün alatt továbbá a VII. kerületi ifjúmunkások vezetője volt, s belépett a Vörös Hadseregbe, melyben tüzérként teljesített szolgálatot. A bukás után letartóztatták, s két hónap múlva kiszabadult. Decemberben a Richter-féle vegyészeti gyárba került el. A következő két évben (1920-21) az osztrák fővárosban a Technische Hochschule levelező hallgatójaként tanult vegyészetet, ám 1921 augusztusában újra letartóztatták forradalmi szervezkedésért. A szovjet-magyar megegyezés (Magyar–szovjet fogolycsere-akció) keretében felkínált emigrációt elutasította, s több évre internálótáborba, illetve börtönbe került. A börtönben érlelődött meg benne a gondolat, hogy "...az emigrációban nem lehet pártot építeni", így egy hazai mozgalom létrehozását tűzte ki célul. 1923 augusztusában, a Kommunista Ifjúmunkás Internacionáléhoz küldött levelében a következőket írta: "[...] higgyétek el nekem [...] csak azon töröm a fejem, mi módon okosítsunk stratégiánkon." Ezt az üzenetet gyakorlatilag az önállósulás alapgondolatának tekinthetjük. Mindehhez hozzájárult még az is, hogy Deményt nyugtalanította a Kun-frakció és a Landler-frakció közötti ellentét, a sorozatos lebukásokból pedig okulva óvatosságra intette magát; úgy gondolta, a módszereket tekintve más utat kell választani.

### 1924-től a második világháborúig
1923. január 16-án Budapesten házasságot kötött a románoravicai születésű Liska Teréziával. Az 1924-ben megalakult Demény-Rudas frakció, amelynek hat alapító tagja volt; Demény Pál, Rudas Béla, Weisinger Mihály, Lakatos Miklós, Skorec József és Mihala Gyula. A frakció fokozatosan távolodott el a hivatalos bolsevik mozgalomtól. A frakció megalakulásának indoka is az emigráns kommunista vezetők politikájának ellenzése volt. A mozgalom a budapesti külterületeken és Csepelen vált jelentőssé, s vidéken is alakultak tanulókörök. Az 1930-as években 200-300-an voltak már, a háború alatt pedig 800-an. Demény szerint ennél sokkal többen rokonszenveztek a frakcióval. Demény választmányi tagja lett az Alkoholellenes Munkásszövetségnek, és az Országos Ifjúsági Bizottság létrehozásában is szerepet játszott. Hívei feltűntek a Magyarországi Eszperantista Munkások Egyesületében és az MSZDP Stromfeld Aurél szervezte Rendező Gárdájában is. 1925-ben a Magyarországi Szociáldemokrata Párt (MSZDP) tagja lett, de 1932-ben kommunista nézetei miatt kizárták a pártból. A két világháború között szervezte a Természetbarátok Turista Egyesületét, a Munkás Testedző Egyletet. Ez idő tájt foglalkozott könyvírással és könyvkiadással is. A győri program és az erősödő irredenta propaganda arra ösztönöztek őt és frakcióját, hogy háborúellenes röpiratokat terjesszen. Nagy feltűnést keltett 1938-as "A cseh nép nem ellenségünk" című röpirata, amelyet Szociáldemokrata néven írt alá. A szociáldemokrata Népszava ezt visszautasította, mire Demény, hogy csoportjáról elterelje a gyanút elment Hain Péterhez, s elmondta neki; ezt a röplapot valaki az ő ajtajába tette. Ám végül mégis őhozzá vezettek a nyomozás szálai, s 1938-ban letartóztatták. A vádirat egy részlete a következő volt: „A Demény Pál által vezetett kommunista irányú szervezet tagjai [...] elkövették [...] az osztály elleni izgatás bűntettét, továbbá [...] a fegyveres erő elleni izgatás vétségét.” 2 év börtönre ítélték, amelynek egy részét a szegedi Csillagbörtönben Rákosi Mátyás és Szücs Ernő rabtársaként töltötte le. Ekkor jegyezte meg róla Rákosi: "...e körül a Demény körül, valami nincs rendben. [...] Gyanús, frakciózik, sőt...".

### A második világháború alatt
1940 novemberében szabadult. A deményisták több közös akciót, sztrájkot és szabotázst készítettek elő csepeli szociáldemokratákkal, s egyéb kommunistákkal (Kalamár József, Mályi Vilmos, Pataki István, Kreutz Róbert). Demény frakciója (és köztük Demény) a második világháború alatt menekülteket, zsidókat (például Péter Gábort) és munkaszolgálatosokat bújtatott és látott el hamis papírokkal, s a nyilasok és németek elleni harcra fegyvereket gyűjtött. Termelést alig végző vegyi üzemében a szélsőjobboldali rendszer által halállal fenyegetetteknek adott munkát, szálláshelyet, rendőröket áruval megvesztegetett – később ezért a moszkoviták kollaboránsnak kiáltották ki. 1944-re a Demény-frakció az egyik legerősebb frakciónak számított a kommunista mozgalmon belül. Októberben – több találkozó után – Demény együttműködési egyezményt kötött a Kommunista Párttal, s részt vett az ellenállásban. Az illegális Szabad Nép a megegyezésről így írt: „Ez a megállapodás is egy lépés előre a munkásosztály ideológiai, valamint szervezeti egységének megteremtése felé.” A csoport elsősorban Csepelen fejtett ki intenzív ellenállást; létrehozták az ún. 13-as bizottságot, amely a helyi ellenállás ügyéért volt felelős. Ebben a vezérkarban négy deményista kapott helyet. Ungváry Krisztián szerint a bizottságban a Demény-féle frakció minden téren erősebb volt a kommunistáknál. Az ellenállás keretein belül jelentős munkalassításokkal gátolták a haditermelést, mentették a gépeket az ország kifosztásától. Főbb eredményük az üzemek leszerelésének megakadályozása, s a termelés, elsősorban a "Szálasi-röppentyű" becenévre hallgató fegyver lőszergyártásának szabotálása voltak. Egyik legnagyobb érdemük a község kiürítésének megakadályozása volt 1944. december 4-én és 5-én. A nyilasok december 4-én ragasztották ki a 24 órán belüli kitelepítést elrendelő felhívásokat, ami hatalmas felháborodást váltott ki az ottani lakosokban – leszaggatták a plakátokat és elindultak a községháza felé. A spontán demonstráció során betörték az ablakokat. A kirendelt karhatalom biztosította a tüntetőket támogatásáról. A nyilasokat elkergették. Másnap a nyilasok letartóztattak két hivatalnokot, akik együttműködtek a tüntetőkkel. Ezeknek szabadon bocsátását követelték az emberek, ám további letartóztatásokra került sor. Emiatt a négy kommunista megrohanta a nyilasházat, s kiszabadították a bennlévő foglyokat.

### A második világháború után

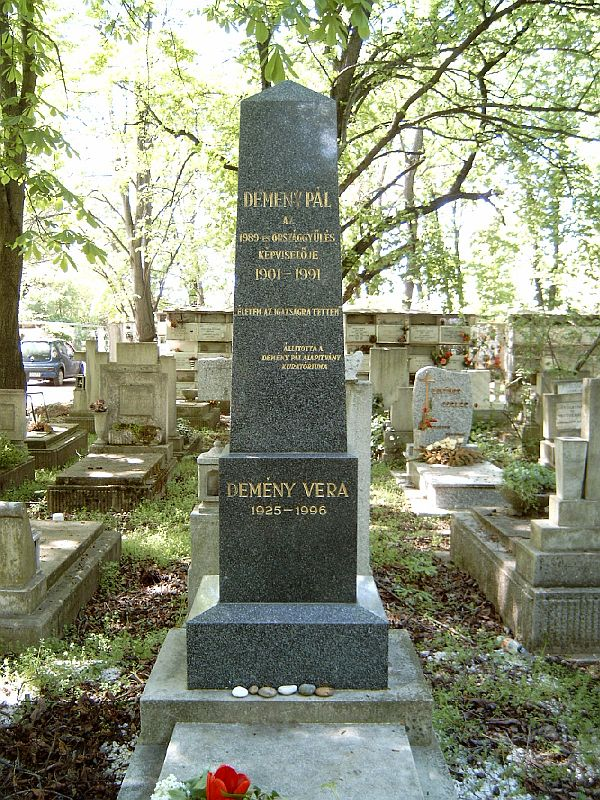
Demény Pál sírja Budapesten. Új köztemető: 5/3-1-60.

1945. február 13-án a moszkovita kommunisták irányítása alá vont titkosrendőrség, a PRO Rákosi utasítására letartóztatta. Ennek több oka is volt, például az, hogy nem ismerte el Rákosit a magyar kommunisták vezetőjének, s a kommunisták a „frakciózást” a kommunista párt elleni szervezkedésnek tekintették. Legnagyobb „bűne” az volt, hogy frakciója tömörítette a kommunista párttagság zömét, főleg Csepelen, Rákospalotán és Kispesten.
A felszabadulás után én Zuglóban laktam akkor illegálisan. Kimentem a szovjet kocsival Pestújhelyre és akkor ott mindjárt be is szállásoltam magamat a rendőrkapitánynál [...]. Következő nap vagy az azt követő napon autón megérkezik oda Péter Gábor. Följön azt mondja: »Kérlek, kocsival jöttem, gyere be a pártközpontba, megérkezett Gerő, szeretne veled beszélni.« Mondom: »Tegnap üzentem, hogy délután, ma délután [...] bemegyek a pártközpontba, én is akarok vele beszélni«. Mire Péter Gábor: »Nem, te most gyere velem, feltétlenül!« [...] »Először hozzám jössz.« Andrássy út 60. Felmegyünk a szobájába [...] [Péter Gábor]: »Nézz ide én tudom hogy te okosabb vagy  nálam de én meg ravaszabb vagyok nálad. Te most itt maradsz nálam.« [Demény]: »Te, hogy-hogy én itt maradok?« [...] [Péter Gábor]: »Azért mert te mostantól kezdve a párt foglya vagy.«
Ezt a lépést sokan helytelennek vélték, így Lukács György is. Javasolta: „Adjatok neki inkább egyetemi katedrát.”
Egy koncepciós per során 1945. február 3-án letartóztatták, és néhány hónapos szovjet katonai őrizet után a Budapesti Népbíróság népellenes bűntett vádjával 1946. július 17-én négy és fél év kényszermunkára ítélte, majd 1950. október 7-én a Kistarcsai Központi Internálótáborba szállították. 1953. október 19-én első fokon, majd 1954. május 3-án a Legfelsőbb Bíróság tíz évre ítélte szervezkedés vádjával. 1956. október 15-én szabadult.
Kiszabadulása után 1967-es nyugdíjazásáig igazságügyi fordítóként tevékenykedett. 1957-ben felmentették az 1953-as (szervezkedés) vádja alól, de a másik koncepciós perében csak 1989-ben rehabilitálták. 1967-ben kezdett dolgozni emlékiratain (A párt foglya voltam), illetve mozgalmának és személyének rehabilitálásáért.
1989-ben a Magyar Szocialista Párt alapító tagja lett, az 1990-es országgyűlési választáson pártja országos listájáról szerzett mandátumot. Az 1991. január 14-ei parlamenti ülésen rosszul lett, majd elhunyt.

## Politikai nézetei
Demény követte a kommunista irányvonalat, a Komintern, később az SZKP politikáját (saját bevallása szerint „nincs deményizmus”), ám a moszkvai és bécsi pártirányítással a hibásnak tartott politikai irányvonal, a külföldi frakciók közötti harcok és konspirációs felelőtlenség miatt megszakította a kapcsolatot, és saját mozgalmat indított. Ennek un. belső köre tekinthető párttagságnak. Hozzájuk lazán kapcsolódtak különféle támogatók és kisebb szervezetek tagsága. A mozgalom tagjai magukat a kommunista párt tagjának tekintették. Azt, hogy ezt nem mondták ki nyíltan a mozgalom tagjai, vezetői közül, a tagság konspirációs okokra vezette vissza. Bár arról, hogy a KMP a Demény-féle mozgalmat frakciós mozgalomnak tekinti és elítélően nyilatkozik róla, lehetett tudomásuk.
Demény a Komintern, később az SZKP politikájáról tájékozódott, és annak meghirdetett politikáját követte.
Az, hogy a mozgalomnak nem volt hivatalos kapcsolata külföldiekkel, emigráns magyarokkal, némiképpen megkönnyítette a helyzetét a KMP tagságával ellentétben, akik dühödt üldöztetésnek voltak kitéve a politikai rendőri és elhárító szervezetek részéről.
Azonban a kémelhárítás, katonai elhárítás megelőző jellegű figyelmét a Demény-féle mozgalom sem kerülte el teljesen. 

## Művei
- A szocialismus elmélete (1930)
- Történelmi materializmus (1931)
- Az imperialista Japán (1932)
- Éljen a háború! (1934)
- Afrika ébred (1935)
- A Földközi tenger a világpolitika ütközőpontja (1938)
- Kína küzd (1938)
- Materialista filozófiatörténet (1945)
- "A párt foglya voltam". Demény Pál élete; interjú, szerk., dokumentumvál. Kiss József; ELTE–MKKE, Bp., 1988 (Medvetánc könyvek)
- Rabságaim, 1-2.; Magvető, Bp., 1989 (Tények és tanúk)
- Demény Pál–Gyertyán Ervin: Az első koncepciós per, televíziós beszélgetés, Közgazdasági és Jogi Könyvkiadó, Budapest, 1989, ISBN 9632234413
- Zárkatársam, Spinoza (Akadémiai, 1989)

## Emlékezete
Az ő tiszteletére alapították 1991-ben a Demény Pál-emlékérmet, amelyet évente adományoznak augusztus 29-én (Demény születésének évfordulóján). A díjat azok kaphatják, akik bizonyíthatóan sokat tettek a humanista és baloldali értékek megőrzéséért.

### Levéltári anyagok

#### Fogolytörzskönyvek
- HU BFL – VII.102.a – fogoly – 1921 – 4771
- HU BFL – VII.101.c – fegyenc.III – 2496
- HU BFL – VII.101.c – fegyenc.III – 757
- HU BFL – VII.101.c – fegyenc.I – 6616

#### Büntetőperek
- HU BFL – VII.18.d – 13/3393 – 1919
- HU BFL – VII.18.d – 13/7086 – 1919
- HU BFL – VII.18.d – 13/3948 – 1920
- HU BFL – VII.18.d – 03/0597 – 1938
- HU BFL – XXV.1.a – 1541 – 1946
- HU BFL – XXV.1.a – 1219 – 1946
- HU BFL – XXV.1.a – 2880 – 1947
- HU BFL – XXV.2.b – 2264 – 1946
- HU BFL – XXV.2.b – 463 – 1948
- HU BFL – XXV.4.f – 002645 – 1953
- HU BFL – XXV.4.f – 002111 – 1954
- HU BFL – XXV.44.b – 532 – 1956
- HU BFL – XXV.60.e – 002645 – 1953
- HU BFL – XXV.60.e – 002581 – 1954
- HU BFL – VII.5.c – 2687 – 1922
- HU BFL – VII.5.c – 13065 – 1934
- HU BFL – VII.5.c – 12046 – 1938